# 晏鑣
晏鑣（15世紀—15世紀），字仲麟，江西瑞州府上高縣全安下人，明朝政治人物。

## 生平
晏鑣是天順六年（1462年）壬午科江西鄉試舉人，成化十四年（1478年）授寧鄉知縣，給與小榜教化人民孝親敬長，及時婚葬，又鋤強去凶，賑災修廢，遷建便民倉到縣治北方，人民號稱能吏，去世後入祀鄉賢祠。

## 引用
1. 1 2  嘉慶《上高縣志·卷十·選舉志》：舉人……明……晏鑣 字仲麟，全安下人，天順壬午中式，任湖廣寧鄉縣知縣，祀鄉賢
2. ↑  同治《寧鄉縣志·卷十一·賦役二》：便民倉，舊在新康口南岸，成化時縣令晏鑣遷建縣治北。
3. ↑  同治《寧鄉縣志·卷二十一·職官三》：成化 晏鑣，上高人，成化間知寧鄉縣，教民孝親敬長婚葬以時，鋤強去凶捄災修墜，號為能吏。
4. ↑  《古今圖書集成·明倫彙編·氏族典·卷四百八十一》：晏鑣 按《萬姓統譜》：「鑣，上高人。成化間，知寧鄉縣。家給以小榜，教民孝親敬長，婚喪以時，力效古靈之風，鋤強去凶，賑饑修廢，為時能吏。」